# Serenity (2019)
Serenity is een Amerikaanse film uit 2019, geschreven en geregisseerd door Steven Knight.

## Verhaal
Baker Dill (Matthew McConaughey) is een kapitein van een vissersboot in de Caraïben die zijn mysterieus verleden achter zich probeert te laten. Zijn leven neemt een nieuwe wending wanneer zijn ex-vrouw Karen (Anne Hathaway) contact met hem opneemt met de vraag haar nieuwe echtgenoot Frank te vermoorden voor haar.

## Rolverdeling
| Acteur              | Personage   |
| ------------------- | ----------- |
| Matthew McConaughey | Baker Dill  |
| Anne Hathaway       | Karen       |
| Diane Lane          | Constance   |
| Jason Clarke        | Frank       |
| Djimon Hounsou      | Duke        |
| Jeremy Strong       | Reid Miller |

## Productie
De filmopnamen gingen einde juli 2017 van start op het eiland Mauritius.
Serenity ging op 25 januari 2019 in première in de Verenigde Staten in 2800 zalen en er werd voor het openingsweekend een opbrengst van 7 miljoen US$ verwacht. Uiteindelijk werd het een tegenvallende opbrengst van 4,8 miljoen US$. De film kreeg overwegend negatieve kritieken van de filmcritici met een score van 21% op Rotten Tomatoes, gebaseerd op 99 beoordelingen.